# Acréixer
Acréixer és fer augmentar l'herència. Es produeix quan un hereu no accepta la seva part d'herència i ha de repartir-se entre la resta hereus encara que el testador ho hagi prohibit. El cohereu que accepta la quota d'herència que li correspon, adquireix també la que acreix a favor seu. Igual serà entre els legataris cridats conjuntament en un mateix llegat si el testador no ho ha prohibit o no ha ordenat una substitució vulgar. Està regulat en el Codi Civil de Catalunya Llibre IV, Títol VI, Capítol II.